# Dracontius
Blossius Æmilius Dracontius, dit Dracontius, est un poète latin chrétien de la fin du Ve siècle.

## Biographie
Dracontius est né à Carthage. D'origine sénatoriale, il y exerça la profession de rhéteur et d'avocat. 
Il écrivit vers 484 un panégyrique (disparu) dédié à un monarque non-vandale, sans doute l'empereur romain d'Orient  Zénon. Cela lui valut plus tard d'être incarcéré, ainsi que sa famille, par le roi des  Vandales d'Afrique Gunthamund (484–496) pour haute trahison. Sur ses conditions de détention, Dracontius écrit : « Les chaînes me serrent, les tortures m'accablent, l'indigence me consume; je ne suis plus couvert que de haillons informes. » Il se plaint surtout amèrement que personne n'ait souci d'adoucir sa peine : « Connus et inconnus, tous se détournent de moi. Ceux à qui j'ai consacré ma vie me délaissent; mes parents ne me connaissent plus; mes nombreux esclaves ont fui, mes clients me méprisent. » Dans cette solitude et cette misère, il ne lui restait plus que Dieu et la poésie : c'est de là que lui vint la consolation. Dracontius ne fut vraisemblablement libéré qu'à l'avènement du successeur de Gunthamund, Thrasamund, à qui il dédia une apologie (également perdue).
Il a produit au cours de sa carrière un recueil de dix poèmes en hexamètres, les Romulea, dédié au grammairien Felicianus. L'une des pièces de ce recueil, Orestis tragoedia, nous est parvenue. Nous disposons encore de deux autres poèmes plus tardifs, imités du style didactique d'Ausone : De mensibus et De rosis nascentibus. Ils ont été imprimés au XVIe siècle par l'humaniste italien Bernardino Corio. Aegritudo Perdicae a par contre été attribué à tort à Dracontius.
Mais la plupart des poèmes de Dracontius que nous connaissons ont été visiblement composés pendant sa détention : ainsi la complainte Satisfactio adressée à Gunthamund, composée en distiques élégiaques et largement inspirée des Tristia d'Ovide, ou du chef-d’œuvre de Dracontius : De laudibus Dei. Ce recueil de trois livres en hexamètres rend grâce à Dieu de sa providence, et exhorte discrètement Gunthamund à l’imitation du Christ. Si le style de ce recueil est caractéristique, le poète s'en tient pour la métrique à ses modèles : Virgile, Properce et Juvenal. Le premier livre, intitulé Hexaëmeron, décrit les six jours de la Création ; ce livre a été retravaillé et complété par Eugène III de Tolède.
Dracontius a exercé une influence visible sur les poètes latins d'Afrique. Ses œuvres ont  été publiées dans le Royaume wisigoth par Eugène III de Tolède.

## Œuvres
On a conservé de lui trois œuvres :
- le De laudibus Dei (les Louanges de Dieu), son chef-d'œuvre, poème en hexamètres à la louange du Dieu Créateur ;
- la Satisfactio (Réparation), adressée à Gonthamond, roi des Vandales, afin d’obtenir sa clémence ;
- la Romulea (Romuléenne), recueil de divers poèmes à sujets profanes ;
- l’Orestis tragoedia (la Tragédie d'Oreste), épopée en hexamètres à sujet tragique, transmise anonymement et attribuée à Dracontius.

### Éditions
La version retravaillé par Eugène du De laudibus Dei a été publié dès 1560 à Paris, puis par Johann Gottlob Carpzov, Helmstedt, en 1794, et par Glaeser, en 1847. Ce n'est qu'en 1791 que le texte originel de Dracontius a été détaché de la version d'Eugène.